# Nellie (schip, 1913)
De Nellie was een Grieks stoomvrachtschip van 4.826 ton, dat tijdens de Tweede Wereldoorlog door een Duitse onderzeeboot tot zinken werd gebracht.

## Geschiedenis
De Nellie werd vooreerst gebouwd als Mottisfont, en liep van stapel in 1913 op de scheepswerf van J.L. Thompson & Sons Ltd, North Sands, Sunderland, Noordoost-Engeland. In 1916 werd ze herdoopt als Vologda, in 1923 herdoopt als Tideway, en in 1933 uiteindelijk herdoopt als Nellie. De eigenaar was Oceanos Maritime Steamship Co, Piraeus, met Pireaus als thuishaven.

## De laatste reis
Haar bemanning bestond uit 37 Griekse bemanningsleden en het schip had een niet bekende hoeveelheid lading aan boord. De Nellie werd ingedeeld in konvooi SC-104 aan de Oostkust van de Verenigde Staten en voer mede over de Noord-Atlantische Oceaan, richting Europa.
Haar verlies op 14 oktober 1942 begon omstreeks 00.40 uur. De Nellie, die meevoer in konvooi SC-104, werd getorpedeerd en tot zinken gebracht door twee torpedo's van de U-607, onder bevel van Ernst Mengersen, in positie 53°41’ Noord en 41°23’ West.  Van de 37-koppige bemanning, stierven 32 manschappen tijdens de torpedering en door de toen onstuimige zee, toen hun schip zonk. Vijf Grieken konden zich nog redden uit dit hachelijk avontuur en werden even later opgepikt door een escortejager.